# Holzstöcke
Die Holzstöcke sind eine in Nord-Süd-Richtung langgestreckte, waldreiche, bis zirka 700 m ü. NN hohe und 381,9 Quadratkilometer große, riedelartige (Hoch-)Terrassenlandschaft der Donau-Iller-Lech-Platte im Alpenvorland. Sie erstrecken sich unweit südwestlich Ulms im Alb-Donau-Kreis und im Landkreis Biberach in Oberschwaben und überragen die Talböden um etwa 75 m.

## Geographie

### Geographische Lage
Die Holzstöcke im erweiterten Sinne erstrecken sich als flaches Hügelland zwischen den Flüssen Iller im Osten und Riß im Westen; nach Süden ragen sie bis kurz vor die Aitrach, nach Norden flachen sie zur Donau hin ab. Sie bestehen in der Hauptsache aus den Einzugsgebieten der Ober- und Mittelläufe der nach Norden und Nordwesten fließenden Flüsse Weihung (von der Quelle südlich Wains bis Staig-Steinberg), Rot (Haslach von der Quelle über Haslach bis zur Mündung in Rot an der Rot, Rot weiter über Schwendi bis Burgrieden-Rot) und Rottum (von südlich Ochsenhausens bis Mietingen); südwestlich schließen sie mit der Talung der Dürnach bei Maselheim ab.
Auf Karten werden zumeist nur die Holzstöcke im engeren Sinne als solche eingezeichnet, siehe unten.

## Naturräumliche Gliederung
Nach den Gliederungen des Handbuchs der naturräumlichen Gliederung Deutschlands und den Verfeinerungen der Einzelblätter Ulm und Lindau gliedern sich die Holzstöcke wie folgt:
- 043 Holzstöcke
  - 043.0(0) Holzstöcke im engeren Sinne
  - 043.1 Rot-Platten
    - 043.10 Niederterrassen der Rot-Platten[4]
    - 043.11 Erlenmoser Platte
    - 043.12 Heggbacher Platte
    - 043.13 Terrassen und Hügel an der Dürnach
    - 043.14 Haslach-Platten
    - 043.15 Erolzheimer Hügelland

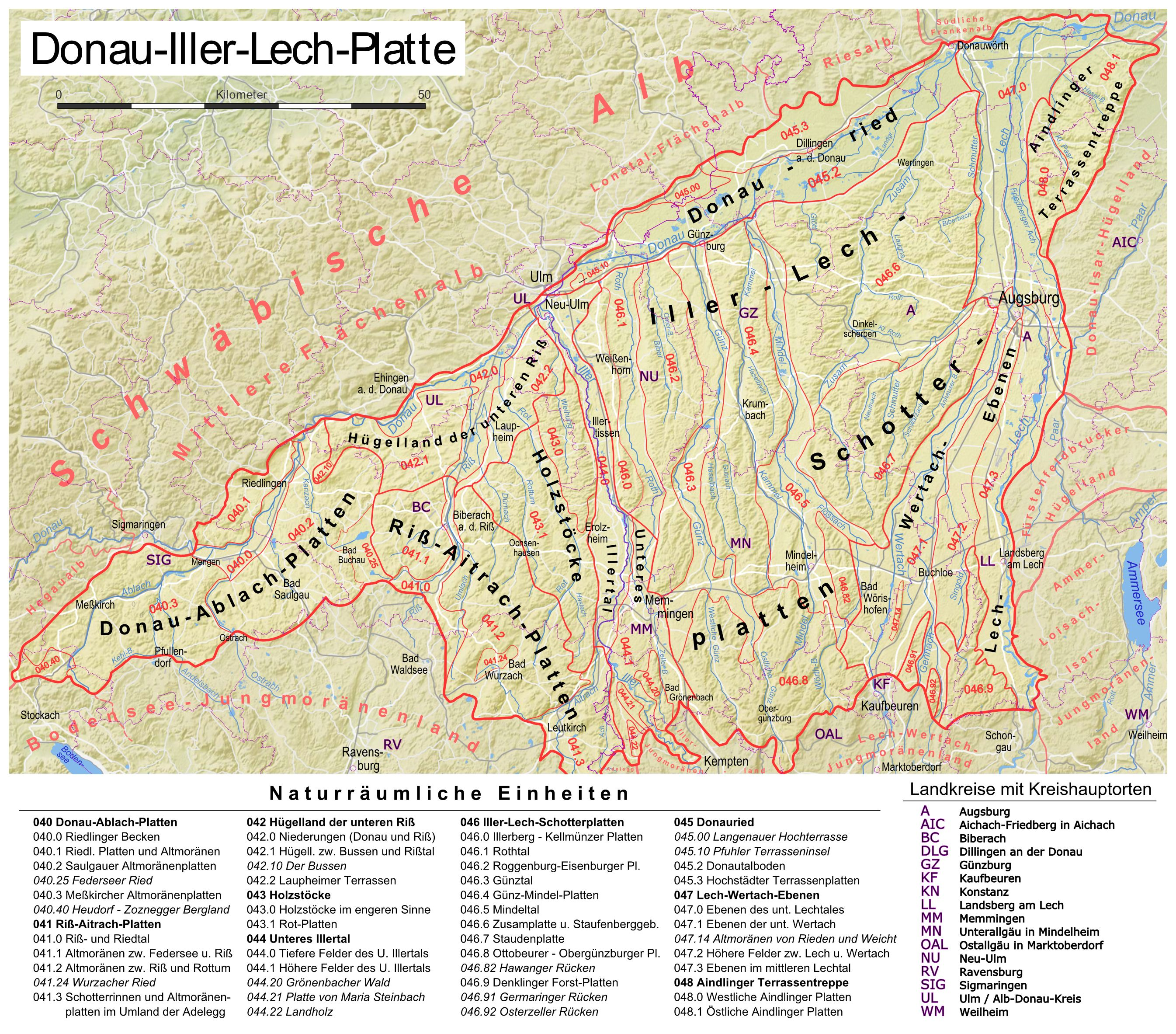
Die Teillandschaften der Donau-Iller-Lech-Platte

Die Holzstöcke im engeren Sinne sind der nordnordöstliche, beiderseits der Weihung um Wain gelegene Teil. Sie reichen nach Westen bis vor das Tal der Rot und nach Süden bis unmittelbar westlich Erolzheims. 
 Westlich schließen sich die Niederterrassen der Rot-Platten an und legen sich an den Tälern von Rottum und Rot hufeisenförmig von Norden um die rund 30 m höhere Erlenmoser Platte mit Erlenmoos und Ochsenhausen-Eichen.

Westlich der Rottum schließt sich die Heggbacher Platte um Heggbach an, die westlich an die Terrassen und Hügel an der Dürnach bei Maselheim stößt.
Südlich der Holzstöcke im engeren Sinne leitet das Erolzheimer Hügelland westlich Erolzheims und Berkheims in einem schmalen Riedel zu den Haslach-Platten beiderseits der Haslach um Haslach über.
Nach Nordwesten hin flacht die Landschaft zum (Östlichen) Hügelland der Unteren Riß (042.2) bei Laupheim ab, während sie nach Südosten zu den Altmoränen (Altmoränengebiet zwischen Riß und Rottum. 041.2) der Riß-Aitrach-Platten (041) ansteigt (Wachbühl: 791 m). Nach Osten ist der Abfall zum Unteren Illertal (044) deutlich bei auffällig Nord-Süd-ausgerichteter Trennlinie.

### Erhebungen
Im Südteil der Holzstöcke bei Aitrach reicht die Höhenlage der aus Richtung Norden von rund 500 m ü. NN bei Illerkirchberg allmählich nach Süden ansteigenden Landschaft im Rahmen unbenannter Erhebungen und Hügel bis an die 700-Meter-Höhenlinie heran.
Zu den namentlich benannten Erhebungen der Holzstöcke gehören außerdem – sortiert nach Höhe in Metern (m) über Normalnull (NN):
- Runder Kopf (631,3 m), 1,3 km westnordwestlich von Erolzheim; mit Sendeturm und Wasserbehälter
- Roter Berg (629,2 m), 1 km südsüdwestlich von Erolzheim
- Frohberg (Kapellenberg; ca. 629 m), direkt südsüdwestlich von Erolzheim; mit Frobergkapelle und Wasserbehälter
- Gehrn (Gern; 621,7 m), 2 km nordnordwestlich von Berkheim
- Banberg (618,5 m), direkt westlich von Tannheim-Haldau
- Grafenberg (618,3 m), 2,5 km westsüdwestlich von Kirchberg
- Totenkopf (615,6 m), 1 km ostsüdöstlich von Tannheim-Krimmel; mit naher Keltenschanze
- Weiherkopf (600,4 m), 1,3 km nordnordwestlich von Erolzheim
- Schlossberg (568,4 m), 1,2 km südöstlich von Gutenzell-Hürbel-Niedernzell; mit Burgstall Gutenzell Lage: 48° 7′ 52″ N, 10° 1′ 0,5″ O
- Weißenberg (550,9 m), zwischen Iller und Weihung bei Illerrieden Lage: 48° 15′ 40,7″ N, 10° 2′ 29,6″ O

## Waldnutzung
Der Waldanteil in den Holzstöcken ist einer der höchsten der Region. Das Gebiet um Illerkirchberg wurde zuletzt im 18. Jahrhundert gerodet.
Um 1882 verlangte das Königreich Württemberg von den Bewohnern der Holzstöcke, dass diese das Holz schlagen und an das Königreich liefern. Das Gebiet war trotz der bewaldeten Täler größtenteils von armen Menschen bevölkert. Um dem König zu trotzen, schlugen die Waldbesitzer die Bäume in vier Fuß Höhe über dem Stock ab, dadurch war die Forderung des Königs erfüllt und die Bewohner konnten den unteren, wertvolleren Teil des Stammes für sich nutzen.

## Galerie

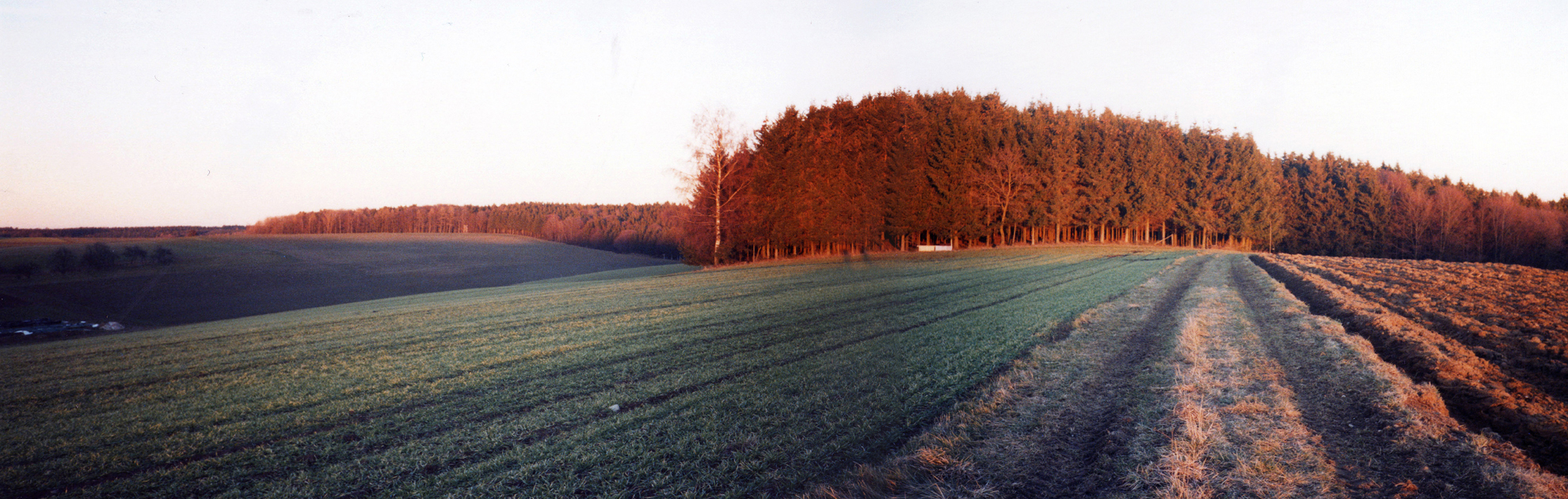
Die Holzstöcke bei Wain im Landkreis Biberach
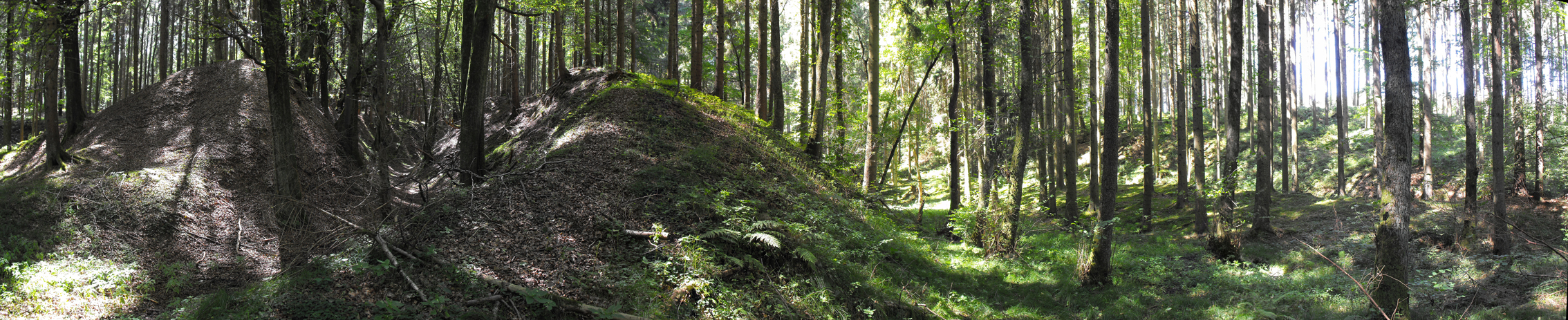
Panoramaaufnahme SW von Dietenheim
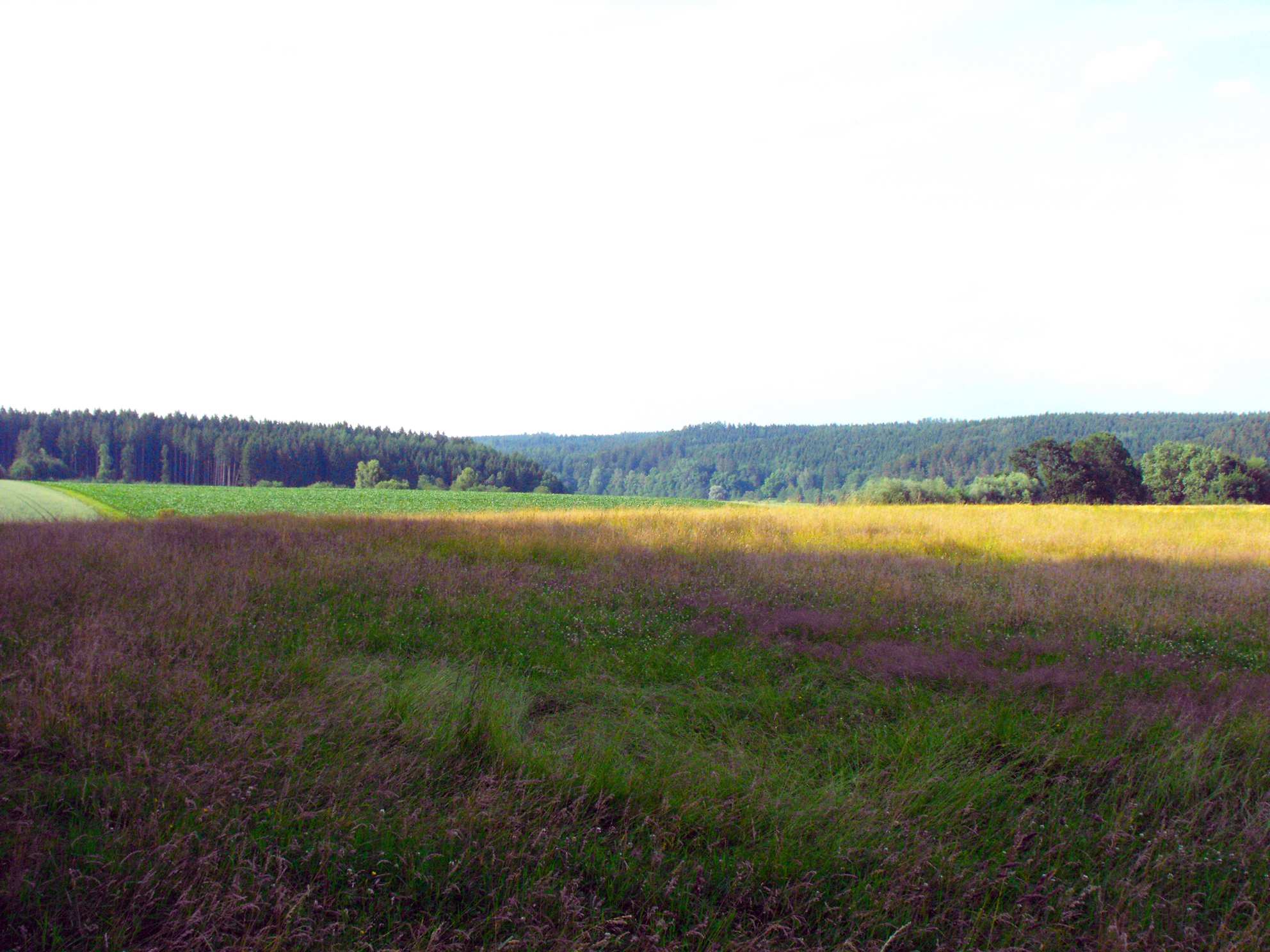
Die Holzstöcke im Tal der Weihung, nördlich des Weilers Grubach, Gemeinde Schwendi
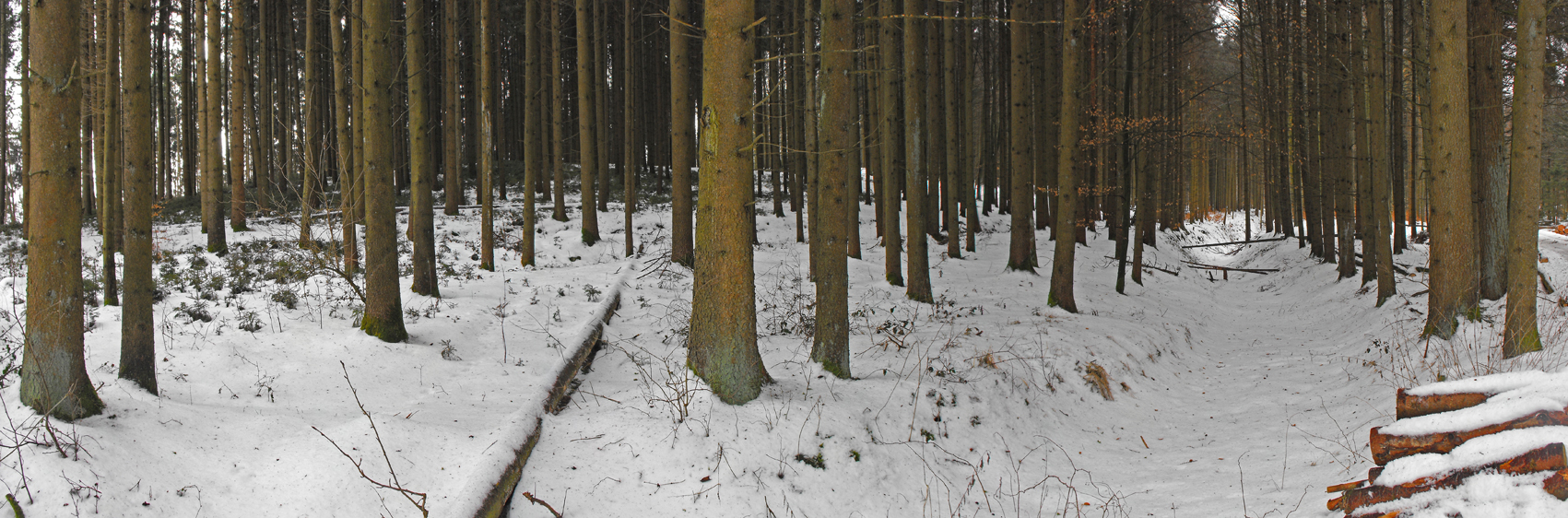
Die Holzstöcke, südlich von Kirchberg an der Iller
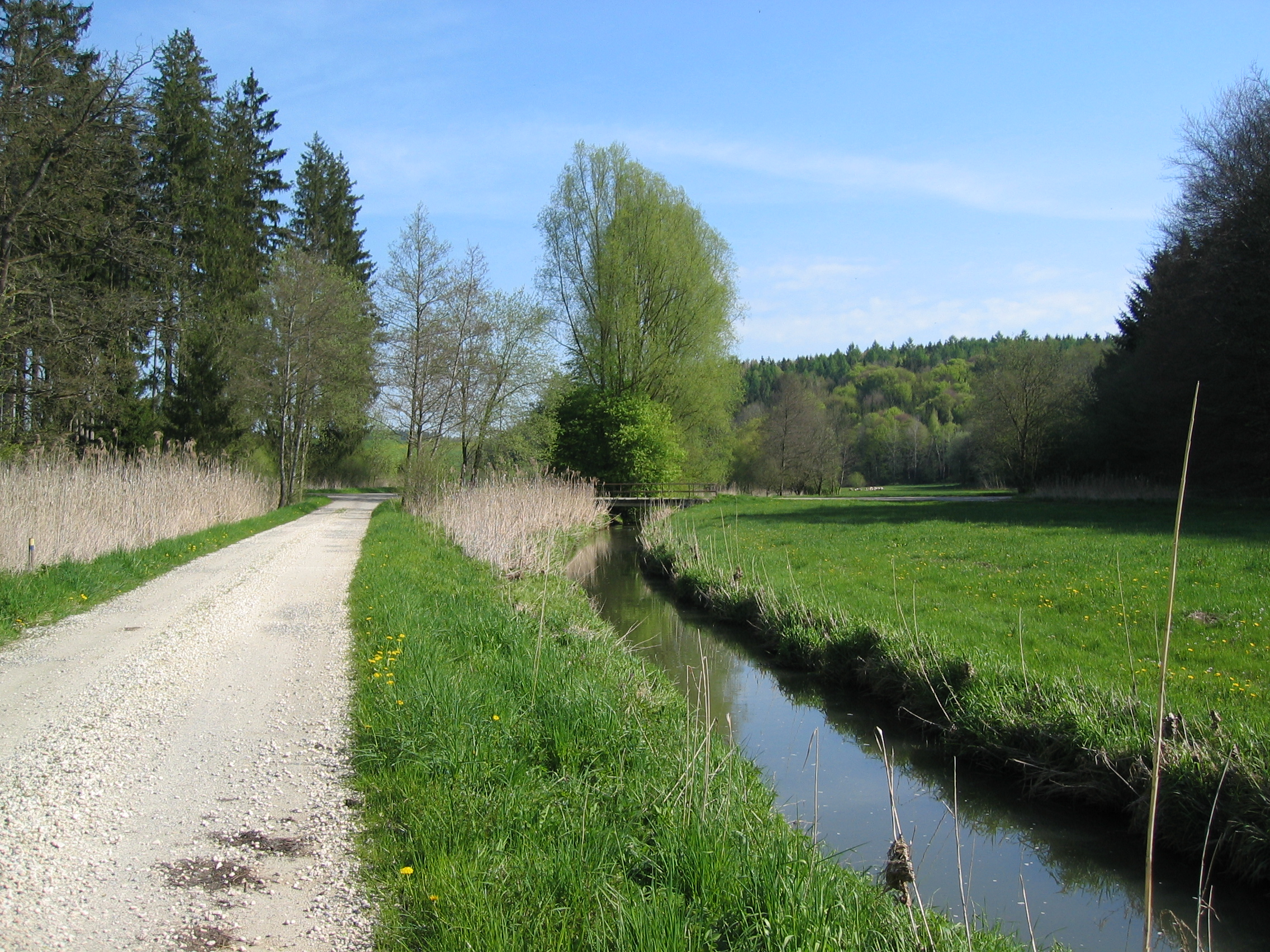
Die Weihung ist ein kleiner Fluss, der die Holzstöcke durchfließt.
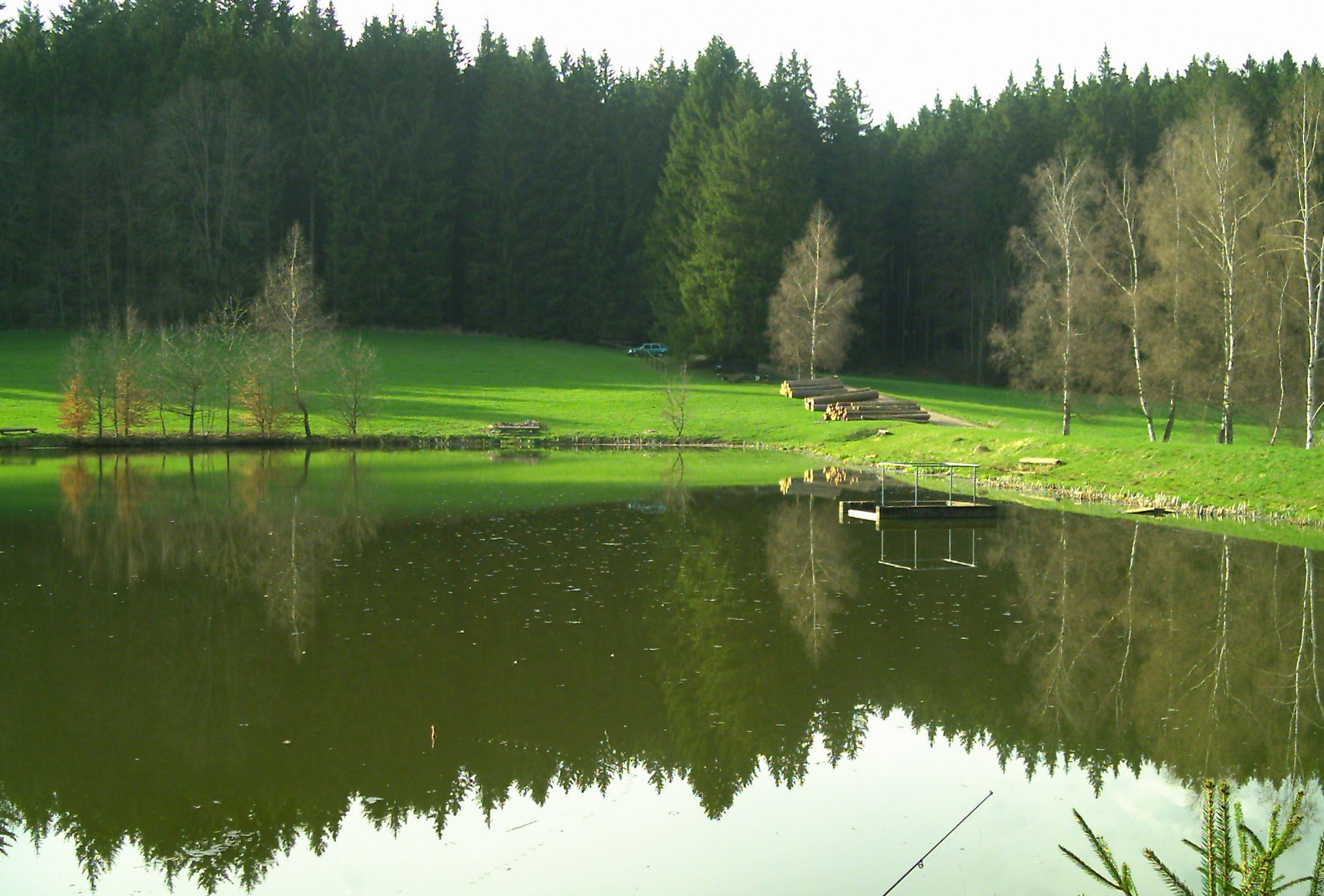
Der Tannschorrenweiher auf den Haslach-Platten zwischen Haslach und Tannheim
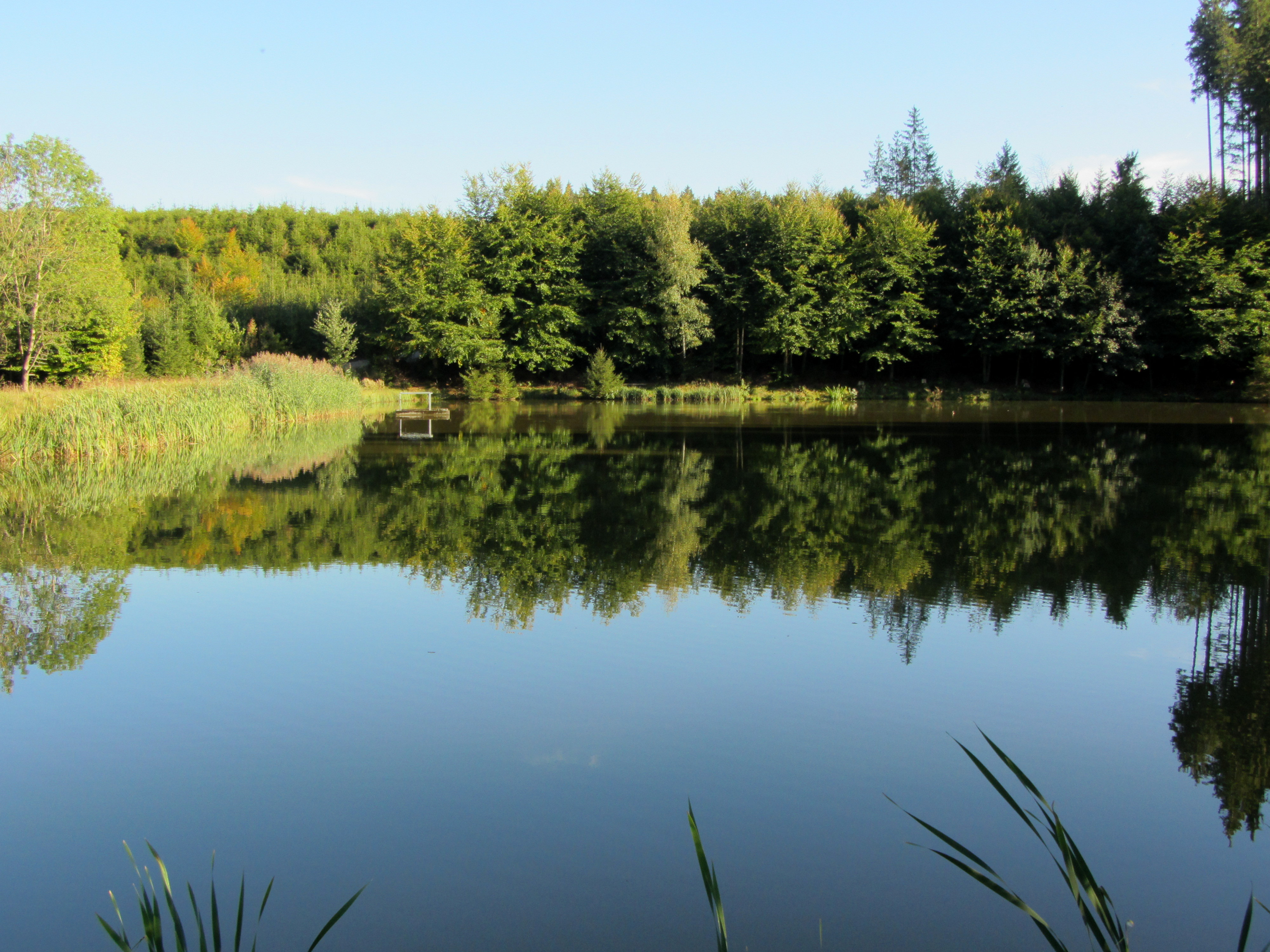
Tannschorrenweiher